# Alberto García Aspe
Alberto García Aspe Mena (født 11. maj 1967 i Mexico City, Mexico) er en tidligere mexicansk fodboldspiller (midtbane).
García Aspe tilbragte størstedelen af sin karriere i hjemlandet, hvor han blandt andet repræsenterede Pumas UNAM, Necaxa og América Med både Pumas og Necaxa var han med til at vinde det mexicanske mesterskab. Han nåede også, på lejebasis, at spille for River Plate i den argentinske liga.
García Aspe nåede over en periode på 14 år at spille hele 109 kampe og score 21 mål for Mexicos landshold. Hans første landskamp var en venskabskamp mod Honduras 26. april 1988, mens hans sidste optræden i landsholdstrøjen fandt sted 17. juni 2002 i VM-ottendedelsfinalen mod USA.
Han repræsenterede sit land ved en lang række internationale slutrunder, heriblandt VM i 1994 i USA, VM i 1998 i Frankrig og VM i 2002 i Sydkorea/Japan. Han var også med til at vinde guld ved Confederations Cup 1999 på hjemmebane.

## Titler
Liga MX
- 1991 med Pumas UNAM
- 1995 og 1996 med Necaxa

Copa MX
- 1995 med Necaxa

Confederations Cup
- 1999 med Mexico

CONCACAF Gold Cup
- 1996 med Mexico